# ハニワこうてい
ハニワこうていは、大阪府八尾市の「八尾市立しおんじやま古墳学習館」のキャラクターである。
学校の団体見学や学習館の催しで心合寺山古墳を紹介するために平成24年に誕生。
ゆるキャラではなく、こわキャラ。

## 概要
かつては古墳に並べられた埴輪だったという設定であり、頭部は古墳から出土した蓋形埴輪がモチーフとなっている。みずらを結っている。
黒い服を着て、頭部の飾りの欠けた部分を首飾りにしており、三葉環頭大刀を手にしている。
リアルこうてい（着ぐるみ）の身長は約190センチ。
設定年齢は心合寺山古墳と同じ1600歳である。
喋るキャラであり、不定期に行われる古墳案内ツアー等では自ら古墳や展示物の解説を行う。

## メディア出演

### テレビ番組
- NHK大阪放送局
  - ぐるっと関西おひるまえ - 2012年6月29日 - ゆるパラ
- 日本テレビ
  - ガチガセ - 2012年11月30日 - ご当地キャラ50メートル走
- 三重テレビ放送
  - ええじゃないか。 - 2013年2月18日

## 脚註・参考文献
1. ↑  今度はこわキャラ？　大阪・八尾の「ハニワこうてい」 - 朝日新聞デジタル（2012年5月13日）
2. ↑  ハニワこうていプロフィール（NPO法人 歴史体験サポートセンター楽古）